# Ophiotrichoides
Ophiotrichoides is een geslacht van slangsterren uit de familie Ophiotrichidae.

## Soorten
- Ophiotrichoides lymani Ludwig, 1882